# Hermesdeckungen
Exportkreditgarantien, die auch als Hermesdeckungen bezeichnet werden, sind ein Außenwirtschaftsförderinstrument der Bundesrepublik Deutschland. Mit ihnen sichern deutsche Unternehmen ihre Exportgeschäfte gegen wirtschaftliche und politische Risiken ab.

## Allgemeines
Die Bundesregierung beauftragte 1949 die heutige Allianz Trade (damals Euler Hermes) mit der Bearbeitung der Exportkreditgarantien. Diese sind auch unter dem historisch gewachsenen Begriff „Hermesbürgschaften“ bekannt. Durch die Angleichung der Allgemeinen Bedingungen für Geschäfte mit privaten Schuldnern (hermesgedeckte Garantien) und öffentlich-rechtlichen Schuldnern (hermesgedeckte Bürgschaften) am 1. April 2011 entfiel der Begriff der Hermesbürgschaften. Heute hat sich der Begriff „Hermesdeckungen“ für die Exportkreditgarantien des Bundes etabliert.
Die private Versicherungswirtschaft bietet für viele Exporte, vor allem in 	Entwicklungs- und Schwellenländer, keine ausreichende Absicherung gegen Forderungsausfälle an. Insbesondere Ausfuhren in Länder mit erhöhten Risiken – und hier hauptsächlich Investitionsgeschäfte mit längeren Kreditlaufzeiten – lassen sich oft nur mit Hilfe von Hermesdeckungen realisieren. Die Bundesregierung springt also subsidiär mit den Exportkreditgarantien dort ein, wo die private Versicherungswirtschaft keinen Versicherungsschutz anbietet.
Hermesdeckungen schützen deutsche Unternehmen vor Verlusten durch ausbleibende Zahlungen ihrer ausländischen Geschäftspartner: Zahlt der ausländische Abnehmer nicht, tritt der deutsche Staat ein. Dank dieses staatlichen Außenwirtschaftsförderinstruments können Handelsbeziehungen mit dem Ausland auch im Falle erhöhter Risiken aufrechterhalten werden.
Alle Industrieländer und zunehmend auch Schwellenländer haben staatliche Exportkreditversicherungssysteme zur Förderung der einheimischen Exportwirtschaft aufgebaut. Deutsche Exporteure erhalten somit Chancengleichheit im internationalen Wettbewerb.

## Kriterien für die Übernahme von Exportkreditgarantien
Hermesdeckungen stehen – unabhängig von der Größe des Unternehmens und des Geschäfts – allen Exportunternehmen mit Sitz in Deutschland zur Verfügung. Dabei dient das Deckungsinstrument insbesondere der Förderung von kleinen und mittelständischen Unternehmen.
Seit 2002 werden wirtschaftliche und politische Risiken bei Außenhandelsgeschäften mit Kreditlaufzeiten von bis zu zwei Jahren in Ländern der EU sowie den Kernländern der OECD als marktfähig angesehen. Ausnahmen bestehen für die Länder Chile, Israel, Südkorea, Mexiko und die Türkei. Marktfähig bedeutet, dass private Kreditversicherer ausreichende und dauerhafte Absicherungslösungen anbieten können. Im Sinne dieses Subsidiaritätsprinzips werden deshalb keine Hermesdeckungen in diesem Bereich angeboten.
Die Bundesregierung nimmt grundsätzlich nur förderungswürdige Exporte mit vertretbarem Risiko in Deckung. Kriterien der Förderungswürdigkeit sind
- die Sicherung und Schaffung von Arbeitsplätzen
- die Förderung kleiner und mittlerer Unternehmen in Deutschland
- soziale und entwicklungspolitische Kriterien
- der Transfer von Know-how und Technologie
- positive Umweltauswirkungen im Bestellerland

Die Bundesregierung sieht zuerst einmal alle Exportgeschäfte als förderungswürdig an, da sie für die Wirtschaft der Bundesrepublik Deutschland bedeutsam sind, auch wenn sie keine besonderen Kriterien erfüllen. Stehen die Geschäfte allerdings wichtigen Interessen der Bundesrepublik entgegen, sind sie nicht förderungswürdig.
Eine weitere wichtige Voraussetzung für die Übernahme einer Hermesdeckung ist die risikomäßige Vertretbarkeit. Bei der Antragstellung muss also die Aussicht auf einen schadenfreien Verlauf des Exportgeschäfts bestehen. Hierbei werden nicht nur die Kreditwürdigkeit des ausländischen Abnehmers oder Kreditnehmers berücksichtigt, sondern auch die politischen Risiken und das jeweilige Länderrisiko.
Daher überprüft die Euler Hermes Aktiengesellschaft nach der Antragstellung die Bonität des ausländischen Abnehmers und sein Zahlungsverhalten. Selbst wenn die Bonität nicht ausreicht, kann das Geschäft durch zusätzliche Sicherheiten mit Staats- oder Bankgarantien deckungsfähig sein. Im Einzelfall können auch risikoreichere Exportgeschäfte abgesichert werden, wenn sie besonders förderungswürdig sind.

## Interministerieller Ausschuss
Der Interministerielle Ausschuss für Exportkreditgarantien (IMA) hat eine Schlüsselposition: Er entscheidet nicht nur über die Vergabe von Hermesdeckungen bei großen Exportgeschäften, sondern legt auch die Deckungspolitik für die einzelnen Länder fest und entwickelt das Instrumentarium der Exportkreditgarantien weiter.
Im IMA sind vier Ministerien vertreten: das Bundesministerium für Wirtschaft und Energie, das Bundesministerium der Finanzen, das Auswärtige Amt und das Bundesministerium für wirtschaftliche Zusammenarbeit und Entwicklung. Die Federführung liegt beim Bundesministerium für Wirtschaft und Energie. Die Entscheidung über die Absicherung eines Geschäfts wird von den vier IMA-Ressorts im Konsens getroffen. Sachverständige aus der Wirtschaft, dem Bankgewerbe und für die Exportwirtschaft wichtigen Institutionen sowie die Euler Hermes Aktiengesellschaft nehmen an den Sitzungen des IMA beratend teil.
In Abhängigkeit vom Volumen des zur Deckung beantragten Geschäfts sind unterschiedliche Institutionen für die Entscheidung über die Absicherung zuständig: Der IMA entscheidet über Geschäfte ab einer Größenordnung von 10 Millionen Euro. Für Deckungsanträge zwischen fünf und zehn Millionen Euro ist der Kleine Interministerielle Ausschuss (KLIMA) zuständig. Über Anträge bis zu fünf Millionen Euro entscheidet die Euler Hermes Aktiengesellschaft entsprechend den Weisungen und unter der Kontrolle der Bundesregierung.
Zur Risikosteuerung kann der IMA einen Plafond festlegen. Dabei handelt es sich um einen Deckungsrahmen für Länder mit erhöhten politischen Risiken, mit dem sich das Risiko steuern oder begrenzen lässt. Die Euler Hermes Aktiengesellschaft darf bis zur Höhe des Plafonds Exportkreditgarantien vergeben. Die Auftragswerte der einzelnen Hermesdeckungen werden auf die einzelnen Plafonds angeschrieben, bis sie ausgeschöpft sind. Sobald die Geschäfte enthaftet sind, können neue Deckungen übernommen werden. Enthaftet bedeutet, dass das Geschäft abgewickelt wurde und folglich die Hermesdeckung ausgelaufen ist.

## Wirtschaftliche Bedeutung von Hermesdeckungen
Hermesdeckungen schützen vor Zahlungsausfällen aus wirtschaftlichen und politischen Gründen bei Lieferungen in schwierige und risikoreiche Märkte. Dadurch ermöglichen sie deutschen exportorientierten Unternehmen die Erschließung neuer Märkte und die Aufrechterhaltung von bestehenden Kundenbeziehungen.
Eine Studie des Münchener ifo Instituts belegt, dass Hermesdeckungen deutsche Exporte fördern und Arbeitsplätze in Deutschland sichern. Im Jahr 2012 unterstützten Exportkreditgarantien bis zu 200.000 Arbeitsplätze. Dies zeigt die vom Bundesministerium für Wirtschaft und Energie in Auftrag gegebene Studie vom ifo Institut. Demnach kommen auf jeden an der Produktion von hermesgedeckten Gütern beteiligten Beschäftigten noch einmal 1,5 Beschäftigte in deutschen Zulieferbetrieben hinzu.
50 % des Beschäftigungseffekts sind kleinen und mittelständischen Unternehmen zuzurechnen. Sie sind allerdings nicht nur auf die durch Hermesdeckungen ermöglichten Exportgeschäfte zurückzuführen, sondern auch auf Folgegeschäfte, die sich im Anschluss ergeben und ohne Exportkreditgarantien umgesetzt werden. Vor allem bei Großprojekten und im Anlagenbau lassen sich Exportgeschäfte ohne Hermesdeckungen häufig nicht realisieren. Bei internationalen Geschäften sind nicht nur die Exportprodukte per se, sondern auch die dazugehörigen Finanzierungspakete ein zunehmend wichtiger Wettbewerbsfaktor.
Für Entwicklungs- und Schwellenländer sind Exportkreditgarantien von großer Bedeutung, da sie Zugang zu neuesten Technologien aus den Industrieländern erhalten. Mit Hilfe der Hermesdeckungen können sie außerdem Infrastrukturprojekte finanzieren und durchführen – die Basis für ihre wirtschaftliche Entwicklung.

## Politische und wirtschaftliche Ursachen für Zahlungsausfälle
Hermesdeckungen schützen die exportierenden Unternehmen vor politisch und wirtschaftlich bedingten Zahlungsausfällen.
Zu den  politischen Ursachen  gehören Zahlungsausfälle durch
- Zahlungsverbote,
- kriegerische Ereignisse, Aufruhr oder Revolution im Ausland,
- gesetzgeberische oder behördliche Maßnahmen,
- Nichtkonvertierung und Nichttransfer der vom Schuldner in Landeswährung eingezahlten Beträge durch Beschränkungen des zwischenstaatlichen Zahlungsverkehrs.

Auch die Verluste von Waren vor Gefahrübergang infolge politischer Umstände gehören zu den gedeckten politischen Risiken. Das ist beispielsweise der Fall, wenn die Ware beim Käufer beschlagnahmt oder beschädigt wurde.
Ebenfalls gedeckt sind Zahlungsausfälle, die entstehen, weil bestimmte politische Ereignisse die Vertragserfüllung nicht zulassen.
Zu den  wirtschaftlichen Ursachen  gehören:
- die Nichtzahlung eines Kunden (protected default)
- Insolvenztatbestände, wie Konkurs , erfolglose Zwangsvollstreckung, Zahlungseinstellung, amtlicher oder außeramtlicher Vergleich.[3]

## Produkte
Die Deckungsmöglichkeiten erstrecken sich über die gesamte Wertschöpfungskette von der Fertigung bis hin zur Lieferung und Bezahlung der letzten Rate. Dabei stehen viele unterschiedliche Produkte zur Verfügung. Während Exporteure Forderungen aus einzelnen oder mehreren Geschäften absichern können, besteht für Banken die Möglichkeit, Darlehensforderungen aus der Finanzierung eines einzelnen oder regelmäßiger Exportgeschäfte abzusichern.

## Absicherungen für Exporteure

### Einzeldeckungen
Einzeldeckungen sind Exportkreditgarantien, die einzelne Geschäfte gegen einen Auszahlungsausfall absichern. Für die wesentlichen Einzeldeckungen ist seit 2018 eine digitale Antragstellung möglich.
Zu den Einzeldeckungen gehören folgende Produkte:
- Hermesdeckungen click&cover EXPORT
- Lieferantenkreditdeckungen
- Leistungsdeckungen
- Fabrikationsrisikodeckungen
- Leasingdeckungen
- Akkreditivbestätigungsrisikodeckungen

### Sammeldeckungen
Sammeldeckungen stehen für die Absicherung von kurzfristigen Exportgeschäften mit einer Vielzahl von Kunden in verschiedenen Ländern bzw. regelmäßigen Geschäften eines Exporteurs mit einem ausländischen Abnehmer zur Verfügung. Zu den Sammeldeckungen gehören folgende Produkte:
- Ausfuhr-Pauschal-Gewährleistungen
- Ausfuhr-Pauschal-Gewährleistungen-light
- revolvierende Lieferantenkreditdeckungen

Darüber hinaus gibt es  weitere Absicherungen  als Einzeldeckungen. Hierzu gehören:
- Beschlagnahmedeckungen
- Vertragsgarantiedeckungen
- Avalgarantien (als Antragssteller)

Für  spezifische Geschäftsstrukturen  stehen maßgeschneiderte Produkte zur Verfügung:
- Bauleistungsdeckungen
- Eisenbahnfinanzierungen
- Förderung klimafreundlicher Exporte
- Projektfinanzierungen
- Schiffsfinanzierungen

## Absicherungen für Banken
Auch Banken können Hermesdeckungen in Anspruch nehmen. Sie sichern damit Darlehensforderungen ab, die aus der Finanzierung von deutschen Exportgeschäften entstehen.

## Sammeldeckungen
Für die Absicherung von Darlehensforderungen aus der Finanzierung mehrerer Exportgeschäfte können Banken Sammeldeckungen in Anspruch nehmen:
- Rahmenkreditdeckungen
- revolvierende Finanzkreditdeckungen

Darüber hinaus gibt es für Banken  weitere Absicherungsmöglichkeiten . Hierzu gehören:
- Avalgarantien (als Begünstigter)
- Pfandbriefdeckungen
- Verbriefungsgarantien
- Verbriefungsgarantien zum KfW-Refinanzierungsprogramm

Bei  spezifischen Geschäftsstrukturen  gibt es für Banken maßgeschneiderte Deckungsmöglichkeiten:
- Airbusgarantien
- Eisenbahnfinanzierungen
- Förderung klimafreundlicher Exporte
- Projektfinanzierungen
- Schiffsfinanzierungen[2]

## Antragsverfahren
Exporteure oder die finanzierende Bank sollten bereits im Verhandlungsstadium und auf jeden Fall vor Unterzeichnung des Exportvertrags Kontakt zur Euler Hermes Aktiengesellschaft aufnehmen. In einer kostenlosen Online-Voranfrage können Unternehmen in Erfahrung bringen, wie die Chancen für eine Absicherung stehen. Firmenberater prüfen daraufhin das Geschäft und geben eine Rückmeldung, ob es deckungsfähig ist. Die endgültige Entscheidung erfolgt allerdings nach Antragstellung und Prüfung durch den Bund. Dabei wird eine Antragsgebühr fällig, die von der Höhe des Auftragswerts abhängt.
Bei der Antragstellung sollte der Exporteur Auskunftsmaterial über den ausländischen Kunden einreichen. Liegt der Auftragswert über 15 Millionen Euro, muss außerdem ein Memorandum beigefügt werden mit Angaben zu Finanzierung, Umweltaspekten, Infrastruktur und volkswirtschaftlicher Bedeutung des Projekts.
Solange der Export- oder Finanzkreditvertrag noch nicht abgeschlossen ist, kann der Interministerielle Ausschuss eine  grundsätzliche Stellungnahme  abgeben. Sie ist bei unveränderter Sach- und Rechtslage verbindlich und wird für sechs Monate erteilt. Bei Bedarf kann sie verlängert werden. Exporteure oder Banken haben damit die Sicherheit, für ihr Geschäft eine Hermesdeckung zu erhalten, vorausgesetzt, die Rahmenbedingungen verändern sich nicht. Nach Unterzeichnung des Export- bzw. Finanzkreditvertrags wird endgültig über die Übernahme der Hermesdeckung entschieden. Die Exporteure oder Banken erhalten dann eine Deckungsurkunde und ein möglicher Zahlungsausfall ist durch den Bund abgesichert.

## Digitale Exportkreditgarantien
Für alle gängigen Einzeldeckungen können Exporteure Anträge über das Kundenportal online stellen, wie beispielsweise für Lieferantenkreditdeckungen, Finanzkreditdeckungen, Fabrikationsrisikodeckungen, Vertragsgarantiedeckungen und Avalgarantien. Seit Februar 2019 können auch Banken Finanzkreditdeckungen digital beantragen. Ziel ist es, zukünftig alle Serviceleistungen und Produkte online anzubieten.
Die digitalen Exportkreditgarantien click&cover gelten für Ausfuhrgeschäfte mit einem Auftragswert von bis zu 5 Millionen Euro, einer Kreditlaufzeit von maximal fünf Jahren und für Länder, deren OECD-Klassifizierung mindestens 5 beträgt. Vorteile sind die im Vergleich zum herkömmlichen Verfahren schnellere und einfachere Antragstellung. Den Unternehmen wird angezeigt, welche Unterlagen sie einreichen müssen. Anschließend werden die Angaben auf Plausibilität geprüft und es erfolgt eine Einschätzung, ob das Geschäft deckungsfähig ist und wie hoch die Gesamtkosten sind. Nach Vertragsabschluss können die Unternehmen oder Finanzinstitute eine endgültige Deckungszusage beantragen.
Bei den Finanzinstituten führt das click&cover-Verfahren zu einem geringeren Verwaltungs- und Prüfungsaufwand. Dank der vereinfachten Finanzkreditdeckung wird es für die Banken daher attraktiver, Small Ticket-Finanzierungen anzubieten und bei der Bundesregierung abzusichern.

## Kosten
Die deutsche Exportkreditversicherung soll sich langfristig selbst tragen. Mit diesem Grundsatz unterbindet die Bundesregierung eine Subventionierung der deutschen Exporte und trägt dazu bei, dass der internationale Wettbewerb nicht verzerrt wird.
Die Kosten für die Absicherung eines Exportkredits setzen sich aus der Antragsgebühr (Bearbeitungsgebühr für den Antrag) und dem Entgelt für die Absicherung zusammen. Eine Versicherungssteuer fällt nicht an.
Die Gebühren hängen von der Höhe des Auftragswerts bzw. Darlehensbetrags ab. Sie werden für den entstehenden Aufwand erhoben. Die Antragsgebühr wird einmalig erhoben, wenn der Exporteur einen Antrag stellt.
Darüber hinaus zahlen die Deckungsnehmer ein Entgelt, das dem Risiko entspricht und den Hauptteil der Kosten ausmacht. In die Berechnung des Entgelts fließen verschiedene Faktoren mit ein, wie die Risikolaufzeit, das Länder- und Käuferrisiko, aber auch die Selbstbeteiligung des Exporteurs und gegebenenfalls vorhandene Sicherheiten.
Die Risikolaufzeit gibt die Länge des Zeitraums an, den die Bundesregierung im Risiko steht. Sie ist abhängig von der Laufzeit des Geschäfts, der Deckungsart und den Zahlungsbedingungen.
Wesentlich für die Berechnung des Entgelts ist das 	Länderrisiko	, das für jedes Land einmal jährlich auf OECD-Ebene bewertet wird. Mit Hilfe eines makroökonomischen Modells werden die Staaten in eine von acht Risikokategorien von 0 bis 7 eingestuft, wobei Kategorie 7 das höchste Risiko mit dem höchsten Entgelt bedeutet. Diese Ländereinstufungen sind für alle OECD-Mitgliedstaaten verbindlich. Die Hocheinkommensländer der OECD und der Eurozone werden in keiner Länderkategorie erfasst. Für sie und die Länder der Kategorie 0 wird ein marktgerechtes Entgelt erhoben.
Darüber hinaus wird das Entgelt durch das 	Käuferrisiko bestimmt. Die 	Bonität des ausländischen Bestellers wird dabei u. a. aufgrund externer Ratings bewertet und einer Kategorie zugewiesen. Die Anzahl der Käuferkategorien variiert je nach Länderkategorie. Dabei wird unterschieden, ob es sich beim ausländischen Käufer um einen privaten oder staatlichen Besteller handelt.
Auch Sicherheiten, wie z. B. Pfandrechte, fließen in die Entgeltberechnung mit ein. Sie können dazu beitragen, dass für die Geschäfte ein geringeres Entgelt zu zahlen ist.
Einen geringen Teil des Risikos tragen die Deckungsnehmer allerdings selbst. Für den Schadensfall ist eine 	Selbstbeteiligung des Exporteurs vorgesehen. Sie liegt je nach Absicherungsform zwischen 5 % und 15 %.

## Auswirkungen auf den Bundeshaushalt
Die Exportkreditgarantien der Bundesrepublik Deutschland gehen nicht in den Jahresabschluss der Euler Hermes Aktiengesellschaft ein, denn sie sind vollständig in den Bundeshaushalt integriert. Einnahmen, wie Entgelte, Gebühren, Rückflüsse und Tilgungen, werden an den Bundeshaushalt abgeführt. Aus diesem werden auch alle Ausgaben, wie Entschädigungsleistungen und Kosten für die Bearbeitung der Exportkreditgarantien, bestritten. 2020 ergab sich ein Überschuss in Höhe von knapp 508 Millionen Euro zugunsten des Bundeshaushalts. Die Hermesdeckungen erreichten damit zum 22. Mal in Folge ein positives Jahresergebnis zugunsten des Bundeshaushalts. Seit 2006 ist die deutsche Exportkreditversicherung nicht mehr defizitär. Bis Ende 2020 hat der Bund mit den Hermesdeckungen einen kumulierten positiven Gesamtsaldo von knapp 6,9 Milliarden Euro erwirtschaftet. Auch die Zinseinnahmen werden an den Bundeshaushalt weitergeleitet. Sie sind bei der Ergebnisrechnung nicht berücksichtigt, da auch die Kosten für die Refinanzierung des Bundes für ausgezahlte Schäden nicht in die Ergebnisrechnung einfließen.

### Ermächtigungsrahmen
Exportkreditgarantien werden auf der Grundlage einer haushaltsrechtlichen Ermächtigung übernommen. Für jedes Jahr legt das Parlament im Haushaltsgesetz des Bundes einen Ermächtigungsrahmen fest. Darunter wird der Höchstbetrag verstanden, bis zu dem im Bundeshaushalt eine Haftungsübernahme für alle übernommenen Hermesdeckungen haushaltsrechtlich zulässig ist. Das Bundesverwaltungsamt (BVA) führt das Register zur Höhe der übernommenen Deckungen und überwacht die Ausnutzung des Ermächtigungsrahmens. Ende des Jahres 2020 wurde der Ermächtigungsrahmen in Höhe von 160 Milliarden Euro zu 78,3 % ausgenutzt.

## Internationale Zusammenarbeit
Die fortschreitende Globalisierung führt zu einer zunehmenden internationalen Zusammenarbeit. Das gilt auch für den Bereich der staatlichen Exportkreditgarantien.
Projekte, an denen Exporteure aus verschiedenen Ländern beteiligt sind, werden als 	Multisourcing-Projekte bezeichnet. Insbesondere Investitionsgütergeschäfte werden immer häufiger von mehreren Exporteuren aus verschiedenen Ländern abgewickelt. Sie erfordern maßgeschneiderte Finanzierungs- und Absicherungsmodelle.Ausländische Zulieferungen können grundsätzlich bis zu einem Anteil von 49 % des Auftragswertes in die Hermesdeckung einbezogen werden. In Einzelfällen können auch ausländische Zulieferungen von mehr als 49 % einbezogen werden. Das gesamte Geschäft sichert in dem Fall die Kreditversicherer des Hauptlieferanten ab.
Bei Projekten mit größeren ausländischen Lieferanteilen besteht auch die Möglichkeit, in Form von Parallel-, Rück- oder Mitversicherungen mit anderen Exportkreditversicherern zu kooperieren. Die staatlichen Exportkreditversicherungen betreiben einen Informations- und Erfahrungsaustausch und tagen in verschiedenen 	Gremien. Sie arbeiten nicht nur in den multilateralen Gremien der 	Europäischen Union (EU) und 	OECD, sondern haben auch Kooperationsabkommen zur Zusammenarbeit bei Exportgeschäften geschlossen. Ein Beispiel für die internationale 	Kooperation auf EU-Ebene ist die Deckung von 	Airbus-Geschäften. Dabei koordinieren die beteiligten Kreditversicherer bpifrance (Frankreich), UK Export Finance (Großbritannien) und Euler Hermes (Deutschland) sowie die unterstützenden staatlichen Stellen ihre Aktivitäten im Bereich der Flugzeugabsicherung.
Darüber hinaus finden in bilateralen Konsultationen regelmäßige enge Abstimmungen mit wichtigen europäischen Partnerländern sowie Japan statt. Hinzu kommt ein jährliches Treffen der G7-Exportkreditversicherer und in der EU ein Arbeitskreis zur Koordinierung der Politik auf dem Gebiet der Exportkredite und der Exportkreditversicherung. Diese 	Ratsarbeitsgruppe koordiniert die Haltung der EU für die OECD-Verhandlungen. Sie hat zudem eine EU-Richtlinie zur Harmonisierung mittelfristiger Geschäfte erarbeitet, die für die EU-Mitgliedstaaten verbindlich ist. Die Richtlinie gibt vor, dass die europäischen staatlichen Exportkreditversicherer keine kurzfristigen Deckungen für Exporte in andere EU-Länder und die Kernländer der OECD übernehmen dürfen, damit es nicht zu Wettbewerbsverzerrungen mit dem privaten Versicherungsmarkt kommt.
Exportkreditgarantien sind in ein Geflecht internationaler Regeln und Vereinbarungen eingebunden. Hierzu gehört der sogenannte OECD-Konsensus – ein verbindliches Übereinkommen der OECD-Länder. Danach verpflichten sich die Mitgliedsstaaten der OECD, bei Geschäften mit Kreditlaufzeiten von mindestens zwei Jahren, für die staatliche Exportkreditgarantien übernommen werden, einheitliche Mindeststandards bei den Zahlungsbedingungen und Kreditlaufzeiten einzuhalten. Hiermit wird sichergestellt, dass der Wettbewerb nicht über die Konditionen der staatlichen Exportfinanzierungs- und Exportkreditversicherungssysteme geführt wird, sondern über die Qualität und den Preis der Produkte.
Einige Sektoren – dazu gehören u. a. landwirtschaftliche Erzeugnisse – sind von den Konsensus-Regeln ausgeschlossen. Für andere Warenarten, wie z. B. für Schiffe, Flugzeuge, Projektfinanzierungen, den Schienenverkehr und erneuerbare Energien, gibt es Sektorenabkommen mit Sonderregelungen.
Für die internationale Anerkennung von allgemein gültigen Grundsätzen bei der Absicherung von Exportkrediten setzt sich die Berner Union ein. Die Berner Union ist ein internationaler Zusammenschluss privater und staatlicher Exportkredit- und Investitionsversicherer aus OECD- und Nicht-OECD-Ländern. Dem in Bern ansässigen Verein gehören 83 Mitgliedsgesellschaften aus 73 Ländern an.
Ein weiteres internationales Gremium ist der Pariser Club. Der Pariser Club ist ein Zusammenschluss öffentlicher Gläubiger, der den Schuldendienst von in Zahlungsschwierigkeiten geratenen Schuldnerländern neu regelt. Das Gremium tagt unter dem Vorsitz Frankreichs und tritt auf Antrag eines Schuldnerlandes zusammen. An den Verhandlungen nehmen neben den Industrieländern und dem jeweiligen Schuldnerland der Internationale Währungsfonds teil sowie die Weltbank und Entwicklungsbanken. Ziel ist es, unter Berücksichtigung der wirtschaftlichen und finanziellen Verhältnisse eine Umschuldungsvereinbarung mit dem Schuldnerland abzuschließen. Dabei werden fast ausschließlich öffentliche, d. h. insbesondere von den Regierungen der Gläubigerländer garantierte Handelskredite und Entwicklungshilfedarlehen umgeschuldet.

## Verantwortung
Umweltfragen, die Einhaltung von Menschenrechten und soziale Verantwortung sind wichtige Aspekte bei der Vergabe von Exportkreditgarantien. Die Bundesregierung übernimmt daher nur Hermesdeckungen, die ökologische, soziale oder menschenrechtliche Standards erfüllen.
Grundlage für das Prüfverfahren sind die sogenannten Common Approaches („Recommendation on Common Approaches for Officially Supported Export Credits and Environmental and Social Due Diligence“). Es handelt sich um Leitlinien, die das Verfahren und die Grundsätze zur Prüfung von Umwelt-, Sozial- und Menschenrechtsaspekten festlegen. Sie wurden am 12. Juni 2012 auf OECD-Ebene beschlossen und werden permanent überarbeitet.
Nach dem Verfahren werden alle Anträge auf Hermesdeckungen mit einer Kreditlaufzeit ab zwei Jahren und einem Auftragswert von mehr als 15 Millionen Euro besonders kontrolliert. Im ersten Schritt – dem sogenannten Screening – werden alle Anträge je nach ihrer Auswirkung auf Umwelt-, Sozial- und Menschenrechtsaspekte einer der Kategorien A, B oder C zugeordnet. Projekte mit voraussichtlich starken Auswirkungen auf Umwelt-, Sozial- oder Menschenrechtsaspekte werden der Kategorie A zugeordnet, während Projekte mit weniger starken Umweltauswirkungen in die Kategorie B fallen. Projekte der Kategorie C bedürfen aufgrund ihrer geringen oder nicht vorhandenen Umweltrelevanz keiner weiteren Prüfung.
In jedem Fall müssen die Projekte den Umwelt-, Sozial- und Menschenrechtsstandards des Bestellerlands entsprechen. Zusätzlich erfolgt bei den umweltrelevanten Projekten ein Abgleich mit internationalen Standards, wie beispielsweise der Weltbank. Falls die vertiefte Prüfung aufzeigt, dass Standards bei der Umsetzung des Projekts nicht eingehalten werden, versuchen Experten zusammen mit dem Exporteur und dem ausländischen Besteller, entsprechende Maßnahmen zu ergreifen.

## Exportkreditgarantien im Energiesektor
Im Jahr 2014 hat die Bundesregierung entschieden, grundsätzlich keine Exportkreditgarantien mehr für Anlagen zur nuklearen Stromerzeugung zu übernehmen. Dies gilt sowohl für Neubauten als auch Bestandsanlagen. Seitdem sind Exportkreditgarantien im Nuklearbereich nur noch in Ausnahmefällen möglich. Es dürfen lediglich Exportkreditgarantien für bestehende Nuklearanlagen übernommen wer-den, wenn diese stillgelegt, rückgebaut oder entsorgt werden oder wenn die Lieferungen dazu beitragen, dass die Sicherheit erhöht wird.
2015 überarbeitete die OECD ein Sektorenabkommen für Projekte mit Kohle befeuerter Stromerzeugungsanlagen und verschärfte die Konditionen für die Absicherung von Lieferungen für Kohlekraftwerke erheblich. Seitdem dürfen nur noch die effizientesten Technologien zur Errichtung von Kohlekraftwerken mit Hermesdeckungen abgesichert werden. Im Juli 2020 hat der Interministerielle Ausschuss im Rahmen der Klimastrategie für die Exportkreditgarantien beschlossen, die Deckungsmöglichkeiten für bestimmte klimaschädliche Geschäfte weiter einzuschränken. Dies hat zur Folge, dass direkte Lieferungen und Leistungen für den Bau neuer Kohlekraftwerke und die Erweiterung bestehen-der Kohlekraftwerke nicht mehr mit einer Bundesdeckung abgesichert werden können.
Die Bundesregierung verabschiedete 2016 den Nationalen Aktionsplan Wirtschaft und Menschenrechte. Dadurch haben Menschenrechtsaspekte, die zuvor nur einen Teilaspekt der Umwelt- und Sozialprüfung ausmachten, eine größere Eigenständigkeit und Sichtbarkeit im Prüfverfahren. Im Rahmen der Prüfung von Projekten werden seitdem Menschenrechte als eigenständiger Punkt berücksichtigt.
Insgesamt spielen Nachhaltigkeitsaspekte bei der Vergabe von Exportkreditgarantien eine wesentliche Rolle. Projekte im Bereich der erneuerbaren Energien und Geschäfte, die den Klimaschutz unterstützen, werden beispielsweise durch lange Kreditlaufzeiten von bis zu 18 Jahren gefördert. 2020 betrug das Deckungsvolumen in diesem Segment 1,1 Milliarden Euro. Die meisten Projekte wurden im 	Windenergiesektor abgesichert (1 Milliarde Euro).

## Kritik

### Grundsätzliche Kritik an staatlichen Exportversicherungen
Staatliche Exportkreditversicherung fördern einheimische Exportunternehmen, indem Risiken versichert werden, die kein privater Versicherer übernehmen kann oder will. Sie können damit Märkte verzerren und eröffnen einen Weg, Investmententscheidungen politisch zu beeinflussen.
Wie auch bei anderen Formen von Versicherung besteht ein Moral-Hazard-Problem: Bei inländischen Unternehmen kann ein Anreiz gesetzt werden, das Zahlungsausfallrisiko ihrer ausländischen Partner zu ignorieren. Wie bei allen Kreditausfallversicherungen besteht zudem das Risiko von Kollusion: Es kann Sinn ergeben, einen Partner zu finden, der nahe der Insolvenz ist und mit diesem in Absprache erheblich höhere Preise zu berechnen, die zwar der Geschäftspartner nicht zahlen kann, die aber bei Zahlungsausfall durch die Hermesdeckung bezahlt werden.
Soweit die Entgelthöhe subventioniert wird (die Exportversicherung also keine marktgerechte Rendite auf das eingesetzte Kapital erwirtschaften muss), ist unklar, ob die Aufgabe der staatlichen Agenturen nicht effizienter durch private Akteure übernommen werden könnte, da diese durch die subventionierten Entgelte aus dem Wettbewerb verdrängt werden.

### Kritik an einzelnen Projekten
In den letzten Jahren haben viele staatliche Export Credit Agencys (ECAs) unter verstärkter Beobachtung der Öffentlichkeit gestanden, da teilweise Projekte im Ausland gefördert wurden, die im Inland rechtlich oder politisch nicht umsetzbar wären. Dies ist möglich, da die meisten Staaten bislang in ihren bi- und multilateralen Beziehungen nur einem generellen Do-No-Harm-Ansatz folgen. Verbindliche extraterritoriale Staatenpflichten, insbesondere Schutz- und Gewährleistungspflichten, sind dagegen bislang kaum etabliert, obgleich sie von Vertragsorganen der Vereinten Nationen sowie einzelnen Völkerrechtlern gefordert werden.
Im August 2012 wurde bekannt, dass das Wirtschaftsministerium unter Philipp Rösler Interessensbekundungen zur Prüfung von Bürgschaftsanträgen für die Projekte Jaitapur in Indien, Temelín in Tschechien, Wylfa in Großbritannien und Olkiluoto in Finnland erhoben hatte. Weitere Anfragen liegen für das Kernkraftwerk Cernavodă in Rumänien und das Kernkraftwerk Changjiang in der Provinz Hainan in China vor. Ein Sprecher Röslers betonte, man sei sich der „besonderen Sensibilität von Nuklearprojekten bewusst“, allerdings betreffe der Atomausstieg nur das Inland, auf die Entscheidung anderer Staaten, Nukleartechnologie zu nutzen, habe dies keinen Einfluss.
Laut Medienberichten, die sich auf Dokumente der Plattform Wikileaks und eine Anfrage im Bundestag stützen, wurden mit Hermesdeckungen auch Garantien für Exporte von Spähsoftware an die Staaten Ägypten, Iran, Bahrain und Syrien ausgestellt.
Im September 2012 wurde bekannt, dass Hermesdeckungen für Legehennenbetriebe in der Ukraine mit in Deutschland verbotener Käfighaltung gegeben wurden. Betroffen ist unter anderem das deutsche exportierende Unternehmen Big Dutchman in Niedersachsen.
Kritisiert wird auch die Vergabe von Hermesdeckungen für den Export zum Bau von Atomkraftwerken in der Ukraine.
Im Juni 2014 verkündete Bundeswirtschaftsminister Sigmar Gabriel, dass Deutschland keine weiteren Hermesdeckungen für nukleare Anlagen zur Stromerzeugung im Ausland übernehmen werde. Ausgenommen von dieser Regelung sind Lieferungen und Leistungen für bereits bestehende Nuklearanlagen, wenn diese die Sicherheit erhöhen oder der Stilllegung, dem Rückbau sowie der Entsorgung von Nuklearanlagen dienen. Nuklearanlagen, die der Forschung, Medizin oder Brennstoffentsorgung dienen, sind ebenfalls nicht betroffen.
Im Zusammenhang mit dem türkischen Einmarsch in Nord-Syrien ab dem 9. Oktober 2019 erhob Bundestagsvizepräsidentin Claudia Roth die Forderung, als kritische Reaktion der Bundesregierung hierauf die Hermesbürgschaften für die Türkei bzw. für Türkeigeschäfte zu verweigern: „Was Erdogan tatsächlich wehtun würde, ist wirtschaftlicher Druck – gerade die Verweigerung von Exportkreditgarantien, sogenannten Hermes-Bürgschaften. Seit dem Einmarsch in Afrin hat die Bundesregierung derartige Bürgschaften in Höhe von 2,6 Milliarden Euro gewährt. Das muss aufhören!“